# Xã North Union, Quận Fayette, Pennsylvania
Xã North Union (tiếng Anh: North Union Township) là một xã thuộc quận Fayette, tiểu bang Pennsylvania, Hoa Kỳ. Năm 2010, dân số của xã này là 12.728 người.